# NGC 5887
NGC 5887 este o liner situată în constelația Șarpele. A fost descoperită în 9 iunie 1880 de către Édouard Stephan⁠(d).